# Chinees volksgeloof
De traditionele Chinese religie of Chinese volksreligie, ook wel Shenisme, is een van de grootste religies van de wereld. De meerderheid van de aanhangers woont in de Volksrepubliek China. Religie in China is vaak polytheïstisch. Dé traditionele Chinese religie bestaat niet, maar is de religie van het volk in het algemeen. De traditionele Chinese religie heeft elementen van confucianisme/voorouderverering, boeddhisme en taoïsme qua ideeën, praktijken, functionarissen en locaties. Van deze elementen is voorouderverering het belangrijkste. Er zijn veel overeenkomsten met de traditionele Chinese geneeskunde.
Inwoners van China bezoeken heiligdommen en tempels, gaan naar religieuze diensten van priesters en monniken en gebruiken heilige teksten en talismannen. Of ze daarbij aanwijsbaar behoren tot een van de meer gestructureerde vormen van die religie is niet altijd even duidelijk. Het regionale en op verwantschappen gebaseerde karakter van veel Chinese volksspiritualiteit maakt dat deze tot de inheemse religies wordt gerekend. Dat is zeker het geval wanneer in het shenisme gebruik wordt gemaakt van mediums om te communiceren met voorouders.
Het woord shen heeft een groot aantal uiteenlopende betekenissen, vergelijkbaar met het Nederlandse woord geest. Het kan verwijzen naar metafysische entiteiten, maar ook naar bewustzijnstoestanden en verfijnde interne energieën, zoals het focussen van de aandacht, meditatie, trance of het streven naar gezondheid en vervulling.

## Theologie
Een spanning tussen wereldse belangen (streven naar gezondheid, harmonie en rijkdom voor zichzelf en familie) en bovennatuurlijke belangen (onderhouden van gunstige relaties met voorouders en godheden en het welzijn van voorouders en zichzelf in toekomstige toestanden zoals in de hemel of bij wedergeboorte) is essentieel voor de relatie tussen het Chinese volksgeloof en meer gestructureerde religies. Er bestaan weinig officiële gebruiken of leerstukken; de verlangens, behoeften en angsten van de bevolking dragen bij aan het doe-het-zelf karakter en de diversiteit van het Chinese volksgeloof.

## Religieus centrum

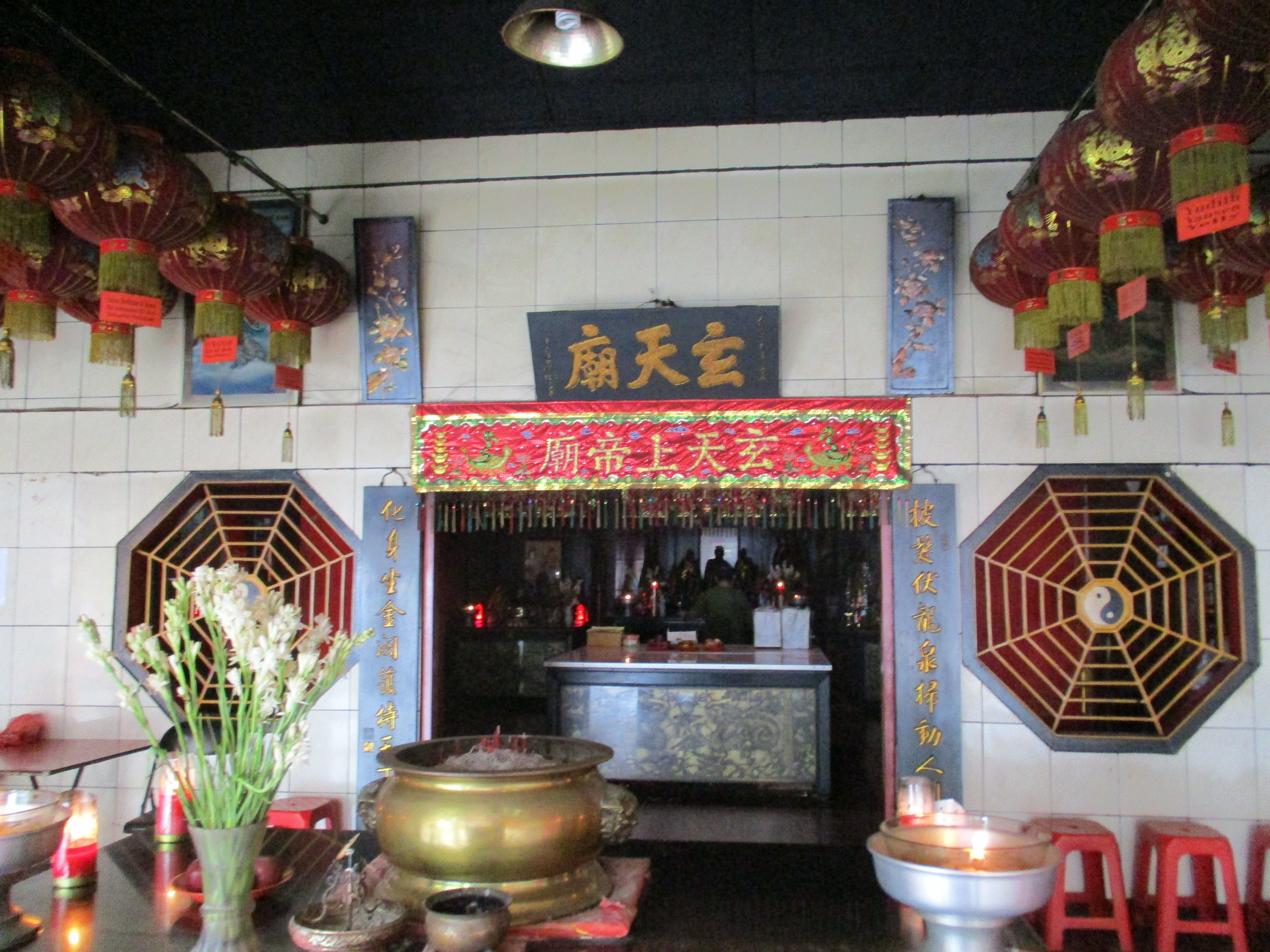
Hian Thian Siang Tee Bio (pinyin: Xuantian Shangdi Miao), een daoïstische tempel in Jakarta.

De Chinese volksreligie kan overal beoefend worden. De belangrijkste plaats van beoefening is in een Chinese tempel. Dit is het religieus centrum en huis van gebed voor de beoefenaars. De omvang van Chinese tempels kan sterk variëren; van een klein zaaltje tot tempelcomplexen van twee hectare. Elk dorp in China waar veel Han-Chinezen wonen, heeft minimaal één Chinees tempeltje voor de Aardegod. Deze tempeltjes of kapelletjes staan langs de hoofdweg en zijn vergelijkbaar met katholieke wegkapelletjes in België en het zuiden van Nederland. In de steden en grote dorpen zijn meerdere Chinese tempels te vinden. Chinese tempels verschillen van tempels van boeddhisten, taoïsten en confucianisten, omdat Chinese tempels goden, bodhisattva en boeddha's van alle drie de religies aanbidden.
In het Chinese volksgeloof onderscheidt men vijf soorten tempels:
- si 寺
  - Een si is een puur Chinees-boeddhistische tempel. Grote boeddhistische tempels bestaan uit vele gebouwen, waaronder een Mahavirahal, Mededogenhal en meditatiezaal.
- miao 庙
  - Een miao komt voor in de Chinese volksreligie als een tempel waar hogere machten van het boeddhisme, daoïsme en confucianisme worden aanbeden.
- ci 祠
  - Een ci wordt ook wel citang genoemd. Het is de gebedsplaats waar de rituelen worden uitgevoerd om de overleden voorouders te vereren. Hierin beoefent men voorouderverering (zie ook: altaarkast).
- guan 观
  - Een guan is een puur daoïstische tempel waar daoshi en daogu (vrouwelijke equivalent van daoshi) wonen. Het gebouw staat open voor bezoekers die de daoïstische goden komen aanbidden.
- an 庵
  - Een an is een boeddhistisch nonnenklooster. Hierin wonen bhikkhuni's. Sommigen ans zijn toegankelijk voor het publiek. In ans worden onder andere retraites georganiseerd voor vrouwelijke boeddhisten.

Een si, guan en an zijn meestal hoog in de berg gevestigd, omdat hier rust heerst en de natuur dichter bij de mens is. Een miao en een ci zijn in vrijwel elk dorp te vinden. Ook in Chinatowns van overzeese Chinezen zijn deze twee gebouwen vaak te vinden.
Een miaohui of (Chinees) tempelfeest is een bijeenkomst die in een taoïstische tempel, boeddhistische tempel, Confuciustempel of Chinese tempel wordt gehouden.

## Gebed
Gebed is geen verplichting, want er zijn geen religieuze boeken en vaste regels. Het gebed doen sommigen 's ochtends en 's avonds thuis. Anderen doen het maar één keer per dag. Bij het gebed aan de vele goden en de voorouders worden persoonlijke intenties uitgesproken. Ook wordt voor het gebed wierookstokjes aangestoken en bidt men vervolgens met devotie door met gevouwen handen het gebed te spreken. Het doen van een koutou komt regelmatig voor. 
De van oorsprong Indiase gebedsketting, mala, wordt gebruikt bij het bidden tot een bepaalde bodhisattva of boeddha. De naam hiervan wordt dan 108 keer herhaald. Het getal 108 staat hier voor de 108 geestelijke overpeinzingen die ieder mens volgens Boeddha Sakyamuni heeft.

### Ochtendrituelen in Guangdong
De Kantonezen, Hakka en Chaozhounezen in Guangdong, Hongkong en Macau voeren 's ochtends rituelen uit wanneer ze hun volksgeloof beoefenen. Er worden wierookstokjes aangestoken bij het altaartje van Tianguan, het altaartje van Menkoutudishen en het altaartje van de Deurgoden die alle drie naast de huisdeur buiten zijn gesitiueerd. Ook wordt wierook geofferd bij het altaar van de Keukengod in de keuken en in de woonkamer bij het altaar van de door hun gekozen beschermgod, altaar van de voorouders en altaar van de Vijf Draken en lokale Tudi Gong. De altaren van de laatste drie bevinden zich in een shenlou met drie verdiepingen. Daarna wordt bij elk altaar water, thee of wijn geofferd en maakt men met gevouwen handen drie buigingen. Op de eerste en de vijftiende dag van de Chinese kalender worden onder andere bloemen, koeken, gestoomde broden en fruit geofferd.

## Hemel
In de Chinese volksreligie is de hemel de woonplaats van de Chinese goden. De hemel wordt daarom soms vertaald als "Woonkamer van de goden" (天庭). Maar men gelooft ook dat overleden mensen opstijgen naar de hemel. De voorouders leven in de hemel en kijken naar hun levende nageslacht in onze wereld. Mensen die de Chinese volksreligie belijden, geloven dat de voorouders in de hemel hun levende nageslacht kunnen helpen door bescherming tegen het kwaad, daarom is voorouderverering belangrijk voor veel Chinezen. Het enige verschil tussen de bewoners van de hemel is de indeling van overleden mensen en goden. Goden kunnen naar de aarde komen, overleden mensen niet.

## Sjamaan
In de Chinese volksreligie bestaan er sjamanen die contact kunnen leggen tussen onze wereld en zowel de hemel, als de hel. Er bestaan verschillende soorten sjamanen. Vooral in Zuid-Chinese tempels kan men sjamanen vinden. Ze kunnen dan bezield worden door een opgeroepen geest, opgeroepen voorouder of opgeroepen godheid. Veel gelovigen houden zich afzijdig van dit soort praktijken, vanwege het gevaar dat de overleden ziel niet teruggaat naar de geestenwereld en in onze wereld blijft rond spoken. Een sjamaan kan ook rituelen uitvoeren om zwarte magie op iemand uit te oefenen. Een nationaal beroemde Hakkanese religie houdt zich bezig met zelfverdediging door middel van zwarte magie. Deze wordt alleen tegen kwaadwillende mensen uitgevoerd.

## Enige taoïstische goden
- Pangu (Schepper der aarde)
- Shangdi (God in China)
- Yudi/Jadekeizer, oppergod
- Xiwangmu, godin van het westelijke paradijs
- Sanqing (Drie Reinen)
- Beidi, god van het noorden
- Nüwa, een van de Drie Verhevenen in de Chinese mythologie
- Fuxi (echtgenoot van Nüwa)
- Shennong, god van de landbouw en medicijnen
- Huangdi, god van de Han-Chinezen, Yao-Chinezen, Miao-Chinezen, Zhuang-Chinezen, etc.
- Leigong, god van de bliksem
- Tudi Gong, god van de aarde
- Caishen, god van de welvaart
- Guan Di, god van de oorlog
- Chenghuang, god van de stad/dorp/gehucht/district/provincie
- Chang'e, hoge godin van de maan
- Yuexialaoren, lage god van de maan
- Zao Jun, god van de keuken en familie
- Lu Ban, god van de kunst van het houtbewerken
- Tianhou, godin van de zee
- Ba Xian (Acht onsterfelijken)
- Fu Lu Shou, de drie geluksgoden:
  - Fuxing, god van het familiegeluk
  - Luxing, god van het geluk
  - Shouxing, god van lang leven
- Zhongkui (boze-geestendoder), god van de geesten in de hel-met-goede-geesten
- Wen Cang, god van de literatuur
- Dayu, god van de anti-overstromingstechnieken
- Huang Daxian, god van de toekomstvertelling
- Chuang Ma, godin van de bedden
- Songzi Niangniang, godin die zonen schenkt
- Jinhua Furen
- Zheng He
- Linshui Furen

Minder bekende taoïstische goden:
- Zhinü
- Meng Po, godin van de vergetelheid-tijdens-een-reïncarnatie
- Kui Xing, god van de examens
- Longmu, god van de ouders en kinderen
- Hongsheng, god van de zeelui en vissers
- Tan Gong, god van de vissers in Zuid-Guangdong
- Gonggong, god van het water
- Zhurong, god van het vuur
- Cangjie, god van de Chinese karakters
- Houyi (echtgenoot van Chang'e), god van de kunst van het boogschieten en van de zon
- Hanba, godin van de droogte
- Gaoyao, god van gerechtigheid en justitie
- Bifang, god van de vuur
- Chiyou, god van de oorlog
- Sanshanguowang
- Tianshe
- Li Longji/Tang Xuanzong, god van de operaspelers
- Liang Hongyu, godin van de prostituees

## Enige Chinese goden van boeddhistische oorsprong

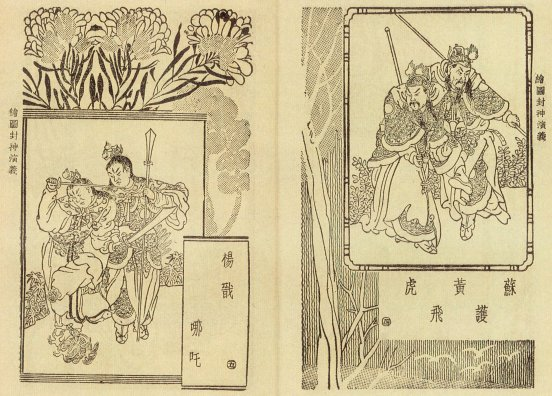
De meest linker persoon is Nezha

- Budai, god van geluk en vrolijkheid
- Qitiandaxing, god van de apen
- Bigan, gezondheid en geluk
- Guanyin, godin van de mededogen en de zee
- Dizang, god van de hemelpoort
- Yama, god van de dood
- Sidatianwang (vier bewakers van Boeddha)
- Nezha, beschermgod van de wagenreizigers
- Jinzha
- Muzha
- Menshen (Deurgoden: Shentu en Yulei)
- Jigong (monniken die met bepaalde monniken op de wereld contact kunnen maken als ze in trance zijn)

## Chinees nieuwjaar
Chinees nieuwjaar is de belangrijkste tijd in de Chinese cultuur waarbij veel dingen te maken hebben met de Chinese volksreligie. Voordat het nieuwjaar plaatsvindt zijn er grote schoonmaakbeurten in huizen en tempels. Het huisaltaar wordt grondig gereinigd, net als de tempels. Het is daarnaast vrijwel het enige moment in het jaar dat de godenbeelden in Chinese tempels worden schoongemaakt. Dit gebeurt met veel respect en voorzichtigheid.
In de oudejaarsweek, de week voordat Chinees nieuwjaar begint, wordt de Keukengod naar de hemel gestuurd. Hierbij wordt de god gesmeekt om alleen de goede dingen van het afgelopen jaar over het gezin te vertellen aan de Jadekeizer. 
Op oudejaarsavond gaat men naar Chinese tempels om te bidden voor een goed komend jaar en om de goden te bedanken voor de zegeningen van het afgelopen jaar. Hierbij worden grote offeringen gemaakt en zijn de tempels overvol. In deze periode zijn er veel mensen nodig rondom de tempel om calamiteiten te voorkomen. Ook op de eerste nieuwjaarsdag worden de tempels druk bezocht door gelovigen om te bidden en te offeren voor een goed nieuwjaar.